# U-804
| U-804                      | U-804                                                                      | U-804                                                                      |
| -------------------------- | -------------------------------------------------------------------------- | -------------------------------------------------------------------------- |
|                            |                                                                            |                                                                            |
|                            |                                                                            |                                                                            |
|                            |                                                                            |                                                                            |
| Під прапором               | Третій рейх                                                                | Третій рейх                                                                |
| Спуск на воду              | 1 квітня 1943 року                                                         | 1 квітня 1943 року                                                         |
| Виведений зі складу флоту  | 9 квітня 1945 року                                                         | 9 квітня 1945 року                                                         |
| Сучасний статус            | затоплений                                                                 | затоплений                                                                 |
| Проєкт                     |                                                                            |                                                                            |
| Тип ПЧ                     | Дизельний підводний човен                                                  | Дизельний підводний човен                                                  |
| Основні характеристики     |                                                                            |                                                                            |
| Швидкість (надводна)       | 19 вузлів                                                                  | 19 вузлів                                                                  |
| Швидкість (підводна)       | 7,3 вузлів                                                                 | 7,3 вузлів                                                                 |
| Гранична глибина занурення | 230 м                                                                      | 230 м                                                                      |
| Екіпаж                     | 48 особи                                                                   | 48 особи                                                                   |
| Розміри                    |                                                                            |                                                                            |
| Довжина найбільша (по КВЛ) | 76,8 м                                                                     | 76,8 м                                                                     |
| Ширина корпусу найб.       | 6,9 м                                                                      | 6,9 м                                                                      |
| Висота                     | 9,6м                                                                       | 9,6м                                                                       |
| Середня осадка (по КВЛ)    | 4,7 м                                                                      | 4,7 м                                                                      |
| Водотоннажність надводна   | 1144 т                                                                     | 1144 т                                                                     |
| Озброєння                  |                                                                            |                                                                            |
| Артилерія                  | 1 × 88-мм палубна гармата SK C/32                                          | 1 × 88-мм палубна гармата SK C/32                                          |
| Торпедно- мінне озброєння  | 4 носових і два кормових ТА. 22 торпеди або 44 міни TMA чи 66 TMB          | 4 носових і два кормових ТА. 22 торпеди або 44 міни TMA чи 66 TMB          |
| ППО                        | 1 × 37-мм зенітна гармата SKC/30 2 (1 × 2) × 20-мм зенітні гармати FlaK 30 | 1 × 37-мм зенітна гармата SKC/30 2 (1 × 2) × 20-мм зенітні гармати FlaK 30 |

U-804 — німецький підводний човен типу IXC/40, часів Другої світової війни.
Замовлення на будівництво човна було віддане 7 грудня 1940 року. Човен був закладений на верфі «Deutsche Schiff und Maschinenbau AG» у Бремені 1 грудня 1942 року під заводським номером 362, спущений на воду 1 квітня 1943 року, 4 грудня 1943 року увійшов до складу 4-ї флотилії. За час служби також входив до складу 10-ї та 33-ї флотилій. Єдиним командиром човна був оберлейтенант-цур-зее резерву Герберт Меєр.
За час служби човен зробив 2 бойові походи, в яких потопив 1 військовий корабель.
Потоплений 9 квітня 1945 року в Каттегаті північно-західніше Гетеборга (57°58′ пн. ш. 11°15′ сх. д. / 57.967° пн. ш. 11.250° сх. д.) ракетами тринадцяти бомбардувальників «Москіто». Всі 55 членів екіпажу загинули.

## Потоплені та пошкоджені кораблі[3]
| Назва   | Тип      | Належність | Дата          | Тоннаж (БРТ) | Вантаж | Статус    | Місце                                                       |
| «Фіске» | есмінець | США        | 2 серпня 1944 | 1300         |        | потоплено | 47°11′ пн. ш. 33°29′ зх. д. / 47.183° пн. ш. 33.483° зх. д. |